# Уан Япин
Уан Япин (на китайски: 王亚平; на английски: Wang Yaping; родена през 1980 г.) е китайски военен транспортен пилот и тайконавт[ неясно? ]. Тя е втората жена тайконавт, избрана в Корпуса на астронавтите на Народната освободителна армия, втората китайка в космоса и първата китайка, извършила космическа разходка.
Към април 2022 г. тя поставя нов рекорд за най-дълъг престой в космоса от китайски астронавт с общо 197 дни в космоса.